# Pavlos Bakogiannis
Pavlos Bakogiannis (griechisch Παύλος Μπακογιάννης, * 10. Februar 1935 in Velota, Evrytania; † 26. September 1989 in Athen) war ein griechischer Politiker, der von der Terrororganisation 17. November ermordet wurde.

## Biografie
Bakogiannis studierte Politische und Sozialwissenschaften an der Pantion-Universität Athen und setzte sein Studium an der Ludwig-Maximilians-Universität München fort. Er legte ein Diplom in Volkswirtschaftslehre und Politikwissenschaft an den Universitäten München und Tübingen ab und promovierte an der Universität Konstanz  zum Doktor der Sozialwissenschaften. Er lehrte Politikwissenschaft und Journalistik an der Universität München.
Seit Mitte der 1960er Jahre leitete er 10 Jahre lang das griechischsprachige Radioprogramm des Bayerischen Rundfunks. Als in Griechenland mit dem Staatsstreich vom 21. April 1967 die griechische Militärdiktatur errichtet wurde, wandte er sich aus seiner Position als Leiter des griechischsprachigen Radioprogramms gegen die Diktatur. Die über die Deutsche  Welle verbreiteten Sendungen mit Informationen und Nachrichten, die auch in Griechenland viel gehört wurden, wurden bald zu einem Bezugspunkt des Kampfs gegen die Diktatur.
In München traf er Dora Mitsotaki, die Tochter von Konstantinos Mitsotakis, die ebenfalls dort studierte. Sie heirateten 1974. Sein Sohn Kostas Bakogiannis war zwischen 2019 und 2023 Bürgermeister von Athen.
Nach dem Sturz der Junta 1974 wurde Bakogiannis (für ein Bruchteil seines Münchner Einkommens) stellvertretender Intendant der griechischen Funk- und Fernsehanstalt ERT. Seine Bemühungen, Funk und Fernsehen im Wahlkampf unabhängig zu halten, brachten ihn jedoch auf Kollisionskurs mit den Konservativen.
Bakogiannis war Mitglied der Nea Dimokratia, zuletzt deren Fraktionsvorsitzender im griechischen Parlament.
Am 26. September 1989 wurde er von Mitgliedern der terroristische Untergrundorganisation  "17. November" (N17) vor seinem Büro im Stadtzentrum von Athen erschossen. Im Dezember 2003 wurden drei Mitglieder der Gruppe, Dimitris Koufoundinas, Iraklis Kotsaris und Alexandros Giotopoulos, für den Mord zu lebenslangen Freiheitsstrafen verurteilt, zwei weitere, Savvas Xiros und Vasilis Tzortatos, zu Freiheitsstrafen von 15 Jahren.